# Give a Monkey a Brain and He'll Swear He's the Center of the Universe
Give a Monkey a Brain and He'll Swear He's the Center of the Universe è il quarto album in studio del gruppo musicale statunitense Fishbone, pubblicato nel 1993.

## Tracce
1. Swim – 4:42 (John Bigham)
2. Servitude – 5:20 (Kendall Jones)
3. Black Flowers – 5:46 (Chris Dowd)
4. Unyielding Conditioning – 4:45 (Kendall Jones)
5. Properties of Propaganda (Fuk This Shit On Up) – 5:22 (John Norwood Fisher)
6. The Warmth of Your Breath – 4:55 (John Norwood Fisher, Angelo Moore)
7. Lemon Meringue – 6:10 (John Norwood Fisher)
8. They All Have Abandoned Their Hopes – 4:58 (John Norwood Fisher, Angelo Moore, Chris Dowd)
9. End the Reign – 5:23 (Kendall Jones)
10. Drunk Skitzo – 5:17 (Angelo Moore, John Norwood Fisher)
11. No Fear – 6:01 (John Bigham)
12. Nutt Megalomaniac – 5:43 (John Norwood Fisher)

## Formazione
- Angelo Moore – sassofono, voce
- Walter A. Kibby II – tromba, voce
- Kendall Jones – chitarra, voce
- Chris Dowd – tastiera, trombone, voce
- John Bigham – chitarra, tastiera
- John Norwood Fisher – basso, voce
- Philip "Fish" Fisher – batteria
- Kristen Vigard – cori
- Branford Marsalis – sassofono (traccia 10)